# Hinton Martell
Hinton Martell è un villaggio e ex parrocchia civile dell'Inghilterra, appartenente alla contea del Dorset.